# Robert Adams (scultore)
Robert Adams (Far Cotton, 5 ottobre 1917 – Great Maplestead, 5 aprile 1984) è stato uno scultore e designer britannico.
Anche se non molto conosciuto al di fuori degli ambienti artistici, è stato comunque considerato come uno dei più importanti scultori della sua generazione. In una revisione critica di una retrospettiva montata dalla galleria Gimpel Fils di Londra nel 1993, Brian Glasser della rivista Time Out descritto Adams come, "il genio dimenticato della scultura britannica del dopoguerra", un'opinione ripresa da Tim Hilton nel Sunday Independent, che ha classificato il lavoro di Adams superiore a quello dei suoi contemporanei, Ken Armitage, Reg Butler, Lynn Chadwick e Bernard Meadows.

## Formazione e primi anni di vita
Adams ha frequentato la scuola del villaggio in Hardingstone, Northamptonshire, ora un sobborgo della città di Northampton. Ha vissuto lì fino al 1951. Ha lasciato la scuola a 14 anni e ha fatto vari lavori manuali, in primo luogo come distributore col furgone per una stamperia e poi con la società di ingegneria agricola Cooch & Sons, dove maturò un'esperienza nella fusione dei metalli che in seguito si rivelò utile nelle sue creazioni artistiche.
Dal 1937 al 1946 ha frequentato i corsi serali part-time in disegno dal vero e pittura alla Scuola d'Arte di Northampton.
Durante la seconda guerra mondiale, Adams era un obiettore di coscienza, ma si unì alla Protezione Civile come guardiano antincendio.

## Carriera
Alcune delle sue prime sculture sono state esposte a Londra tra il 1942 e il 1944 come parte di mostre collettive di artisti che lavoravano per la Protezione Civile.
Nell'aprile del 1946 espose quattordici dei suoi primi ritratti a olio nella Northampton Public Library.
Tra il 23 novembre 1947 e il 3 gennaio 1948, tiene la sua prima mostra personale alla Gimpel Fils Gallery, 84 Duke Street, a Londra.
Dal 1949 al 1959 ha insegnato presso la Scuola Centrale di Arte e Design di Londra. Mentre era lì venne in contatto con Victor Pasmore e con artisti come Kenneth Martin e Mary Martin, che stavano portando avanti lo sviluppo di idee costruttiviste in Gran Bretagna.
Nel periodo 1950-1980 è stato riconosciuto come uno dei più importanti scultori astratti della Gran Bretagna. Il suo lavoro è stato esposto alla Biennale di Venezia nel 1952 e di nuovo quando ha rappresentato la Gran Bretagna con una retrospettiva che occupava due gallerie nel 1962.
Alcune sue opere sono nella collezione Tate Britain collection e l'arte moderna di New York, Roma e Torino, il Museo di San Paolo d'Arte Moderna e diverse altre località in tutto il mondo ma è praticamente sconosciuto nella sua città natale. Apocalyptic Figure è stato commissionato dalla Arts Council England per il Festival of Britain nel 1951. Alcune delle sue sculture di grandi dimensioni si possono ammirare in The Custom House, Londra, all'Heathrow Airport, e alla Shell Mex House, Londra.
Tenne una retrospettiva alla Northampton Art Gallery nel 1971.